# هوث
هوث هو كوكب جليدي خيالي ظهر في سلسلة أفلام حرب النجوم لأول مرة في فيلم حرب النجوم الجزء الخامس: الإمبراطورية تعيد الضربات.هوث هو الكوكب السادس لنظام بعيد يحمل نفس الاسم.